# ده‌بلند
ده‌بلند جماعت و شهرکی در جنوب غربی کشور تاجیکستان است که در ناحیهٔ مومن‌آباد ولایت ختلان قرار دارد. جمعیت این جماعت ۱۱٬۴۷۰ است.